# モバイルアドホックネットワーク
モバイルアドホックネットワーク（英: mobile ad hoc network、MANET）は、携帯機器を無線通信でリンクする自己構成型ネットワークの一種。
MANET内の各機器は任意の方向に自由に動かすことができ、その際に他の機器とのリンクを頻繁に変化させる。各機器は自らとは無関係のトラフィックを転送でき、従ってルーターとしても機能も持つ。MANET構築の第一関門は、各機器がトラフィックを正しく転送するのに必要な情報を継続的に維持する機能を持つことである。
MANETは単独で運用される場合もあるし、インターネットに接続される場合もある。
MANETは無線アドホックネットワークの一種であり、一般にリンク層（物理層とデータリンク層）のアドホックネットワークの上にルーティングを行うネットワーク環境があるという構成である。また、メッシュネットワークの一種でもあるが、メッシュネットワークは一般に移動体や無線に限定されない。
ノートパソコンと802.11/Wi-Fi無線ネットワークの普及により、1990年代中ごろ以降MANETが研究テーマとして浮上してきた。研究は通信プロトコルの評価やネットワークの範囲、移動の程度などが主要テーマで、数ホップで全てのノードと交信でき、常に一定レートでデータを送信すると仮定することが多い。パケットロス率に基づいてプロトコルを比較したり、ルーティングプロトコルのオーバーヘッドなどを研究している。

## 種類
- 自動車アドホックネットワーク (VANET) - 自動車間、あるいは走行中の自動車と道路設備間のネットワーク
- 知的自動車アドホックネットワーク (InVANET) - 人工知能とVANETの組み合わせで、事故の回避や酒酔い運転による危険を防ぐ。
- インターネットベースのモバイルアドホックネットワーク (iMANET) - モバイルノードとインターネットへの固定のゲートウェイをリンクするアドホックネットワーク。この場合、通常のアドホックネットワークのルーティングアルゴリズムを直接適用することはない。

## 実用化
OLPCプログラムでは、IEEE 802.11s をベースとしたアドホックな無線メッシュネットワーク用チップを搭載したノートパソコン（OLPC XO-1）を開発している。一般向けに販売されるものとしては、今のところこれがほぼ唯一の例である。
2007年9月、スウェーデンの企業 TerraNet AB は携帯電話のメッシュネットワークを発表した。これは、基地局を介さずに互いに通信できる範囲にある携帯電話同士で、通話したりデータを交換したりできるものである。